# Miss Monde 1954
Miss Monde 1954, est la 4e élection de Miss Monde, qui s'est déroulée à Lyceum Theatre de Londres, au Royaume-Uni, le 18 octobre 1954. 
La gagnante est l'Égyptienne Antigone Costanda, succédant à la Française Denise Perrier, Miss Monde 1953, et devenant ainsi la première Miss Égypte et la première Égyptienne de l'histoire à remporter le titre de Miss Monde. Elle est également la première femme d'Afrique à être élue Miss Monde. 

## Résultats
| Résultat Final  | Candidates                    |
| --------------- | ----------------------------- |
| Miss Monde 1954 | - Égypte - Antigone Costanda  |
| 1re dauphine    | - USA - Karin Hultman         |
| 2e dauphine     | - Grèce - Éfi Melá            |
| 3e dauphine     | - France - Claudine Bleuse    |
| 4e dauphine     | - Allemagne - Frauke Walther  |
| 5e dauphine     | - Danemark - Grete Hoffenblad |

## Candidates

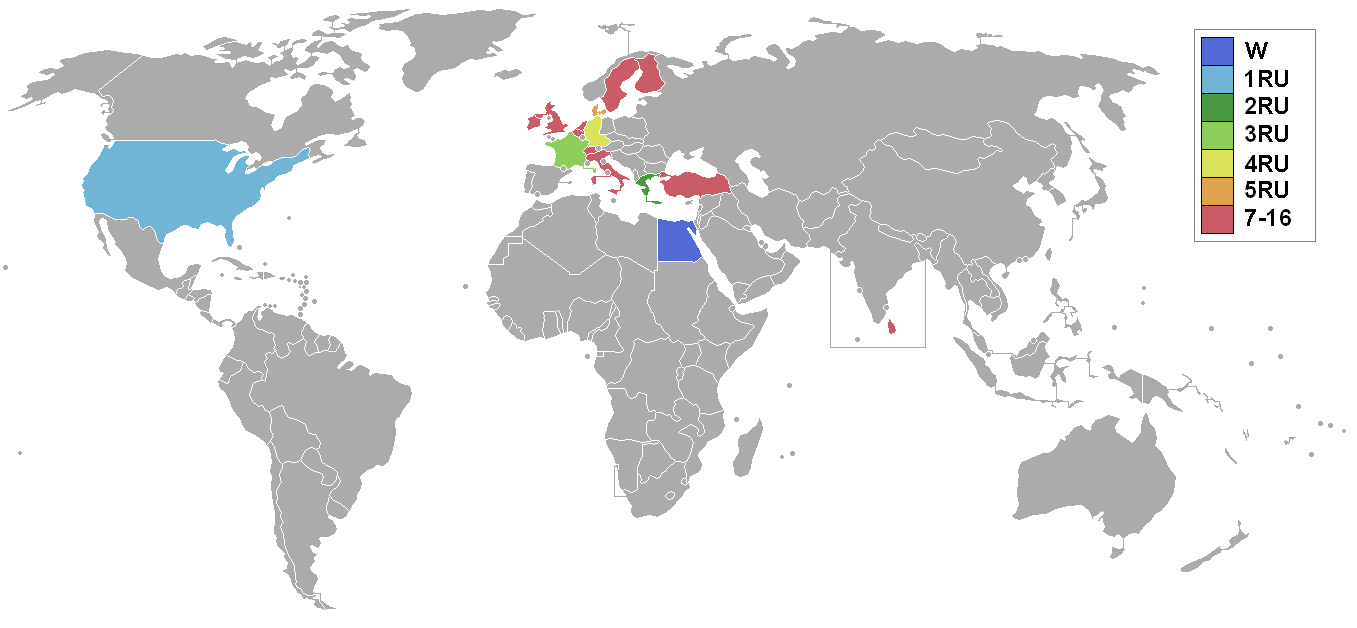
Pays représentés au concours de Miss Monde 1954 :
Miss Monde 1954
1re dauphine
2e dauphine
3e dauphine
4e dauphine
5e dauphine
De la 7e à la 16e place
Pays n'ayant pas participé

16 candidates ont concouru pour le titre de Miss Monde 1954 :
| Pays représentant | Candidate                          | Âge    | Domicile   |
| ----------------- | ---------------------------------- | ------ | ---------- |
| Allemagne         | Frauke Walther                     | 19 ans | Dusseldorf |
| Belgique          | Nelly Elvire Dehem                 | NC     | NC         |
| Ceylan            | Jeannette de Jonk                  | NC     | NC         |
| Danemark          | Grete Hoffenblad (°1936-†1984)     | 17 ans | Rødovre    |
| Égypte            | Antigone Costanda                  | 19 ans | Alexandrie |
| Finlande          | Yvonne de Bruyn (°1934-†2013)      | 20 ans | NC         |
| France            | Claudine Bleuse                    | 17 ans | Villeconin |
| Grèce             | Éfi Melá                           | 21 ans | Athènes    |
| Irlande           | Connie Rodgers                     | NC     | NC         |
| Italie            | Cristina Fantoni (°1937-†2022)     | 18 ans | Modène     |
| Pays-Bas          | Conny Harteveld                    | 22 ans | Leyde      |
| Royaume-Uni       | Patricia Butler                    | NC     | Hoylake    |
| Suède             | Margareta Westling                 | NC     | NC         |
| Suisse            | Claudine Buller-Chaperon du Larrêt | 20 ans | NC         |
| USA               | Karin Hultman                      | 22 ans | Brighton   |
| Turquie           | Sibel Göksel (°1938-†1992)         | 16 ans | Istanbul   |

## Observations